# ھ
|                   |  |           |
| رمز للعدد النبيري |  | هاء مشققة |

حرف رأس الهاء ھ حرف من الحروف الإضافية في الأبجدية العربية. يضاف هذا الحرف إلى الأبجدية العربية لترجمة بعض الأحرف الأجنبية ترجمة صوتية. وهو ضرب من حرف الهاء مستعمل في اللغة الكردية السورانية وفي جملة من اللغات المكتوبة بالأبجدية الأردوية؛ يسمى بالأردو والبنجابية دو چشمی ہے ودو اکھی ہے بالبوتهوارية وكلاهما يعني «الهاء ذات العَينَين».
| وسم    | اسم                                                                                  | رسم |
| ------ | ------------------------------------------------------------------------------------ | --- |
| U+06BE | arabic letter heh doachashmee (بالإنجليزية) lettre arabe hé' doatchachmi (بالفرنسية) | ھ   |

## وجه تسمية
تأتي تسمية الهاء بذات العينين من الفارسية هاءِ دُوچشم المركبة من دو بمعنى اثنين أو اثنتين وچشم أي العين. هذه التسمية كانت في الأصل وصفا للهاء العادية التي كانت تسمى هاء هوز والتي تلفظ ‎[h]‏ في الفارسية تماما مثل الحاء. فما كان إلا أن أضيفت ألفاظ حساب الجمل إلى كلي الحرفين من باب التمييز، فسميت الحاء حاء حطِّی والهاء هاء هَوز.

## الحرف بلغات البرمجة
| Your Browser      | ھ                 |
| Index             | U+06BE (1726)     |
| Class             | Other Letter (Lo) |
| Block             | Arabic            |
| Java Escape       | "\u06be"          |
| Javascript Escape | "\u06be"          |
| Python Escape     | u'\u06be'         |
| HTML Escapes      | &#1726; &#x06be;  |
| URL Encoded       | q=%DA%BE          |
| UTF8              | da be             |
| UTF16             | 06be              |

## وصلات خارجية
- دو چشمی حرف - اردو لغت، مركز تحقيقات اردو
- هاء دوچشم، هاء مشقق - لغت‌نامه دهخدا

| الحروف العربية الأصل        | الحروف العربية الأصل | الحروف العربية الأصل | الحروف العربية الأصل | الحروف العربية الأصل | الحروف العربية الأصل | الحروف العربية الأصل | الحروف العربية الأصل | الحروف العربية الأصل | الحروف العربية الأصل | الحروف العربية الأصل | الحروف العربية الأصل | الحروف العربية الأصل | الحروف العربية الأصل | الحروف العربية الأصل | الحروف العربية الأصل | الحروف العربية الأصل | الحروف العربية الأصل | الحروف العربية الأصل | الحروف العربية الأصل | الحروف العربية الأصل | الحروف العربية الأصل | الحروف العربية الأصل | الحروف العربية الأصل | الحروف العربية الأصل | الحروف العربية الأصل | الحروف العربية الأصل | الحروف العربية الأصل |
| --------------------------- | -------------------- | -------------------- | -------------------- | -------------------- | -------------------- | -------------------- | -------------------- | -------------------- | -------------------- | -------------------- | -------------------- | -------------------- | -------------------- | -------------------- | -------------------- | -------------------- | -------------------- | -------------------- | -------------------- | -------------------- | -------------------- | -------------------- | -------------------- | -------------------- | -------------------- | -------------------- | -------------------- |
| ألف                         | باء                  | تاء                  | ثاء                  | جيم                  | حاء                  | خاء                  | دال                  | ذال                  | راء                  | زاي                  | سين                  | شين                  | صاد                  | ضاد                  | طاء                  | ظاء                  | عين                  | غين                  | فاء                  | قاف                  | كاف                  | لام                  | ميم                  | نون                  | هاء                  | واو                  | ياء                  |
| أشكال الهاء                 |                      |                      |                      |                      |                      |                      |                      |                      |                      |                      |                      |                      |                      |                      |                      |                      |                      |                      |                      |                      |                      |                      |                      |                      |                      |                      |                      |
| ھ                           | ۿ                    | ہ                    | ە                    | ۀ                    | ۂ                    | ۃ                    | ة*                   |                      |                      |                      |                      |                      |                      |                      |                      |                      |                      |                      |                      |                      |                      |                      |                      |                      |                      |                      |                      |
| تاريخ · اشتقاق · خط · تشكيل |                      |                      |                      |                      |                      |                      |                      |                      |                      |                      |                      |                      |                      |                      |                      |                      |                      |                      |                      |                      |                      |                      |                      |                      |                      |                      |                      |